# Mona G:s orkester
Mona G:s orkester var ett dansband i Växjö, Sverige , som bildades 1996 i Växjö av Mona Gustafsson, Patrik Ahlm och René Saulesco. Alla hade tidigare varit medlemmar i Leif Bloms, som upplösts den 31 december 1995. Första spelningen ägde rum på Sommarlust i Kristianstad under trettonhelgen 1996.
Bandet spelade mogen dansmusik med inslag av gammaldans (hambo, schottis och vals), med vissa inslag av country och rock. Bandet var egentligen en form av akt som bestod av bandet Lennarts orkester, som tillsammans med Mona Gustafsson på scénen bildade Mona G:s orkester, men utan Mona Gustafsson på scénen spelade man som Lennarts orkester .
2001 släpptes det kritikerrosade albumet Många vackra stunder, som fick bra betyg i många tidningar.
2004 och 2005 vann bandets låtar "Vem kan älska dig som jag" respektive "Jag kan inte räkna tårarna" tävlingen "Årets låt på "Kalaslistan" i Sveriges Radio P4. År 2005 vann man med stor marginal, 500 poäng mer än tvåan.
2005 var bandet nominerat till Guldklaven i kategorin "Årets låt" med "Vem kan älska dig som jag". Vann gjorde dock Benny Anderssons Orkester med låten "Du är min man".
2006 släpptes albumet Du finns alltid i mitt hjärta.
Den 15 oktober 2008 meddelade bandet att man lägger ner i januari 2009 på grund av tidsbrist. Bandets sista spelningar skedde i januari 2009, den 16 i Belganet Danshallen och den 17 i Folkets hus, Forshaga .

## Diskografi

### Album
- Många vackra stunder - 2001
- Du finns alltid i mitt hjärta - 2006

### Singlar
- "Lite av din tid lite av din kärlek/Ung blåögd och blyg" - 1996
- "Med dig är himlen alltid blå/Vägen hem till dig" - 1996
- "La Romantica" - 1998
- "Vid älvens strand" - 1998
- "Aldrig nån som du" - 1999
- "Jag hörde änglarna sjunga" - 1999
- "Bortom natten finns en dag" - 2001
- "Ditt liv är nu" - 2002
- "Trivselvarning special" - 2002
- "Om så himlen faller ner" - 2003
- "Vem ska älska dig som jag" - 2004
- "Om du tror att jag glömt" - 2004
- "Jag ska inte räkna tårarna" - 2005
- "Vem kan älska dig som jag"/"Jag ska inte räkna tårarna" - 2005
- "Du finns alltid i mitt hjärta" - 2006
- "Inte en dag utan dig ( i mina tankar) (radiosingel) - 2006
- "Så länge mina ögon ser" (radiosingel) - 2007
- "Hur kan du tro att jag ska glömma" - 2008

### Video
- "La Romantica" - 1998

## Melodier på Svensktoppen
- "Med dig är himlen alltid blå" - 1996
- "Aldrig nå'n som du" - 1999
- "Jag hörde änglarna sjunga" - 1999

### Missade listan
- "La Romantica" - 1998

### Fotnoter
1. ↑  ”Svenska dansband - Mona G:s”. Arkiverad från originalet den 12 november 2007. https://web.archive.org/web/20071112174026/http://svenskadansband.se/img3223.htm. Läst 27 november 2008.
2. ↑  Markuz - Dansband och musik Arkiverad 5 februari 2009 hämtat från the Wayback Machine.
3. ↑  Dansbandsbloggen 16 oktober 2008 - Mona G:s splittras